# チリバーガー
チリバーガー(Chili burger)は、ハンバーガーの1種である。"hamburger size"という言葉に由来して、英語ではchili sizeや単にsizeとも呼ばれる。パティの上にチリコンカーンがトッピングされる。しばしばオープンサンドイッチの形で提供され、チリコンカーンはトッピングではなく、添えられることもある。チーズ、タマネギやトマトが添えられることもある。

## 歴史
チリバーガーは、1920年代にロサンゼルス近郊のリンカーンハウスにおがくず床で終夜営業のレストランPtomaine Tommy'sを作ったThomas M. "Ptomaine Tommy" DeForestによって発明された。Ptomaine Tommy'sは、1919年頃から1958年まで営業し、この店では、チリバーガーは"size"、刻んだタマネギは"flowers"または"violets"と呼ばれた。
"size"という言葉は、この店で用いられていたチリの量に由来している。この店ではチリを掬うために大小2つのレードルを使用していた。元々は、常連客は「ハンバーガーサイズ」と「ステーキサイズ」と呼んでいたが、後に単に「サイズ」と「オーバーサイズ」と呼ぶようになった。
ハンバーガーサイズを略した「サイズ」という言葉は、ロサンゼルス中に広まった。彼のレストランは、1958年8月10日に閉店を余儀なくされ、資産は債権者に渡った。彼はそのちょうど1週間後に死去した。彼のコミュニティへの奉仕と発明は、同年、カリフォルニア州上院の決議によって注目された。
フードライターのジョン・T・エッジは、チリバーガーの発明を「ロサンゼルスのハンバーガの歴史の始まり」を示すマイルストーンであり、彼がロサンゼルスのハンバーガーシーンの「バロック」と考えるものへの第一歩と表現した。コラムニストのジャック・スミスは、かつてのDeforestの友人や店の顧客にインタビューすることにより、1974年に、DeForest自身と彼が発明しロサンゼルスの歴史の非常に重要な一部となった料理についての決定的な記事を書いた。地元のw:Los Angeles General Medical Centerでの夜勤を終えた医師、グランド・オリンピック・オーディトリアムでの試合観戦を終えたボクシングファン、ハリウッド映画業界の関係者等がこの店の顧客となり、チリバーガーの人気を広めた。
1946年創業のオリジナル・トミーズ等、アメリカ合衆国のいくつかのチェーン店がチリバーガーを名物としている。また、ペンシルベニア州南東部（ピッツバーグ都市圏）でも、Brighton Hot Dog Shoppeがチリバーガーとチリドッグを提供し、この地域の名物料理となっている。

## バリエーション

### カロライナバーガー
カロライナバーガーは、ノースカロライナ州及びサウスカロライナ州では一般的なメニューで、ウェンディーズでもCarolina Classicとして定期的に販売されている。チリバーガーにコールスローとマスタード、刻んだタマネギを添えたものである。